# Aeroporto di Monaco-Riem
L'Aeroporto di Monaco-Riem era un aeroporto internazionale tedesco situato a Monaco di Baviera, nel distretto di Trudering-Riem.
I lavori per la sua edificazione iniziarono nel 1936. Inaugurato nel 1939, fu l'aeroporto internazionale di Monaco di Baviera sino al 1992, quando fu sostituito dall'aeroporto internazionale Franz Josef Strauss, situato nei pressi di Frisinga.
Attualmente è la nuova sede della Fiera di Monaco e dell'ICM München.